# Деятельность ЧВК «Вагнер» в Ливии
ЧВК «Вагнер» - российская негосударственная военизированная организация - проводит операции в Ливии с конца 2018 года.

## Ввод войск в Ливию

Военная ситуация в Ливии в ноябре 2018 года

В октябре 2018 года британский таблоид The Sun со ссылкой на представителей британской разведки сообщил, что две российские военные базы были созданы в Бенгази и Тобруке на востоке Ливии в поддержку фельдмаршала Халифы Хафтара, который возглавляет Ливийскую национальную армию (ЛНА). Говорилось, что базы были созданы под прикрытием для группы «Вагнера» и что "десятки" агентов ГРУ и членов спецподразделений действовали в этом районе в качестве инструкторов и связных. Предполагалось также, что российские ракеты "Калибр" и ЗРК С-300 будут размещены в Ливии.
Глава российской контактной группы по внутриливийскому урегулированию Лев Деньгов заявил, что репортаж The Sun не соответствует действительности, хотя телеканал РБК также подтвердил размещение российских военных в Ливии.  К началу марта 2019 года, по данным источника в британском правительстве, около 300 наёмников «Вагнера» находились в Бенгази, поддерживая Хафтара. В это время ЛНА добивалась значительных успехов на беззаконном юге страны, быстро захватив ряд городов подряд, включая город Сабха и крупнейшее нефтяное месторождение Ливии. К 3 марта большая часть юга, включая приграничные районы, находилась под контролем ЛНА.
После южной кампании ЛНА начала наступление на удерживаемую ПНС столицу Триполи, но наступление застопорилось в течение двух недель на окраинах города из-за ожесточённого сопротивления. В конце сентября, после сообщений об авиаударах ПНС, в результате которых в течение месяца были убиты российские наемники к югу от Триполи, в том числе один, в результате которого, как сообщается, командир «Вагнера» Александр Кузнецов был ранен, западные и ливийские официальные лица заявили, что в течение первой недели сентября более 100 наёмников «Вагнера» прибыли на линию фронта для оказания артиллерийской поддержки силам Хафтара. После того как ПНС отбила у ЛНА деревню к югу от Триполи, ПНС обнаружила брошенные личные вещи одного из наёмников.
Впоследствии, в местах различных столкновений вдоль линии фронта, ополченцы ПНС забирали оставленное российское имущество. К началу ноября число контингента  выросло до 200 или 300 человек, а снайперы «Вагнера» стали причиной потерь среди бойцов ПНС на передовой, причем 30 процентов смертей в одном подразделении были вызваны российскими снайперами. За один день девять бойцов ПНС были убиты снайперским огнем. В другом инциденте в прифронтовом городе Азизия трое бойцов ПНС были убиты снайперами во время нападения на "оккупированную русскими школу". В конце концов, вагнеровцы проделали дыру в стене классной комнаты и сбежали, когда ПНС атаковала школу с помощью турецкой бронетехники. Снайперы ЧВК убили несколько компетентных командиров среднего звена ПНС вдоль линии фронта. Присутствие ЧВК также привело к более точному минометному огню, направленному на ПНС. Наёмники также были оснащены гаубичными снарядами с лазерным наведением, и, таким образом, артиллерийский огонь стал более точным. Сообщается также, что они использовали полые боеприпасы в нарушение правил ведения войны. Поскольку наземные бои в войне между местными группировками считались "любительскими", предполагалось, что прибытие ЧВК может оказать огромное влияние. Кроме того, наёмники ввели в конфликт наземные мины и самодельные взрывные устройства, установив ряд мин-ловушек и минных полей на окраинах Триполи, а также, по крайней мере, в одном жилом районе столицы. По словам Джалеля Харчауи, эксперта по Ливии из Нидерландского института международных отношений, жесткость наёмников ЧВК, смертоносные методы и дисциплина координации внушали страх силам ПНС. 

## Российская информационная кампания в Африке
В конце октября 2019 года Facebook заблокировал аккаунты, которые, по его утверждению, были частью российской дезинформационной кампании, связанной с Евгением Пригожиным. Кампания была направлена на восемь африканских стран. По крайней мере, некоторые из аккаунтов Facebook принадлежали «Группе Вагнера», и одна из операций, приписываемых Вагнеру, заключалась в поддержке двух потенциальных будущих политических конкурентов в Ливии. У них были египетские администраторы страниц, и на этих страницах размещался контент, вызывающий ностальгию по Муаммару Каддафи. Они также поддерживали Саифа аль-Ислама Каддафи. В следующем месяце ПНС заявило, что два россиянина, арестованные их силами в начале июля, были наняты группой «Вагнер». Оба были арестованы по подозрению в попытке повлиять на выборы и, как утверждалось, были вовлечены в «организацию встречи» с Саифом аль-Исламом Каддафи. Позже сообщалось, что к апрелю 2019 года эти два россиянина провели три встречи с Каддафи.

## Санкции против российских ЧВК в Ливии
В середине ноября Конгресс США готовил двухпартийные санкции против наёмников в Ливии, число которых, по данным нескольких западных чиновников, возросло до 1400. Со своей стороны, ПНС заявило, что зафиксировало в стране от 600 до 800 наёмников. В их число входили 25 пилотов, инструкторов и вспомогательного персонала, причем пилоты выполняли полеты на отремонтированных истребителях-бомбардировщиках Су-22 ЛНА.

## Инциденты связанные с итальянскими и американскими дронами
20 ноября итальянский военный дрон разбился недалеко от Триполи, и ЛНА заявила, что сбила его. На следующий день над Триполи был сбит также американский военный дрон, хотя ЛНА заявила, что он был сбит по ошибке. По данным США, дрон был сбит российскими средствами ПВО, которые эксплуатировались либо российскими ЧВОК, либо ЛНА. Представитель ПНС также заявил, что, по всей видимости, ответственность за это несут российские наёмники. По оценкам, около 25 военных техников «Вагнера» установили передающие вышки и платформы на крышах зданий к югу от Триполи, что привело к сбиванию дронов путем подавления сигналов управления летательными аппаратами.
12 декабря ЛНА начала новое наступление на Триполи , в ходе которого ЛНА добилась нескольких успехов. По некоторой информации, российские наёмники возглавляли наступление ЛНА. В течение двух дней наёмники, оснащенные современной технологией подавления дронов и артиллерией, выпустили 2500 минометных или артиллерийских снарядов и сбили турецкий дрон, который был задействован ПНС в попытке сдержать наступление ЛНА. Этот дрон был шестым из семи, задействованных Турцией в июне, которые к этому моменту были сбиты. В начале января 2020 года The Libya Observer сообщил, что ВВС России перевезли из Сирии в Ливию бойцов двух других российских частных военных компаний, Moran и Shield, для дальнейшей поддержки ЛНА. Между тем, по словам президента Турции Реджепа Тайипа Эрдогана, число наёмников ЧВК «Вагнер» в Ливии достигло 2500 человек. Позже он также обвинил Объединенные Арабские Эмираты в предоставлении некоторого финансирования ЧВК, а газета Le Monde сообщила, что Саудовская Аравия также финансирует эту группу.
После призыва Турции и России к прекращению огня в Ливии 8 января 2020 года ПНС заявило, что значительное число бойцов «Вагнера» было выведено с линии фронта на вертолетах на авиабазу Аль-Джуфра. В конце февраля один из сотрудников ЧВК «Вагнер» заявил российскому информационному агентству «InterRight», что все наёмники были выведены из Ливии в связи с прекращением огня.
Однако в конце марта ПНС заявило, что нанесло удар по зданию в районе Каср-Бин-Гашир к югу от Триполи, которое было занято российскими наёмниками, ответственными за несколько недавних нападений на районы Триполи. 2 апреля авиаудары ПНС в двух районах к югу от Бени-Валида были нацелены на конвой с боеприпасами, а также на конвой с топливом, в результате чего, по сообщениям, было уничтожено шесть грузовиков. Сообщалось, что в этих транспортных средствах находились сотрудники ЧВК «Вагнер», один из которых был убит, а другой ранен. 22 апреля министр внутренних дел ПНС обвинил группу «Вагнер» в проведении химической атаки против своих сил в районе Салах аль-Дин на юге Триполи. По словам министра, снайперы «Вагнера» добили бойцов ПНС, которые погибли от воздействия нервно-паралитических веществ.
В начале мая, согласно отчету ООН, в Ливии было развернуто от 800 до 1200 сотрудников ЧВК «Вагнер» для поддержки ЛНА. Они выполняли специализированные военные задачи, в том числе в составе снайперских групп. ООН также подтвердила присутствие сирийских боевиков, которые с начала года были доставлены в Ливию по меньшей мере 33 рейсами авиакомпании Cham Wings. Число сирийцев составляло менее 2000 человек и состояло из бывших повстанцев, набранных группой «Вагнер» под контролем российских военных для участия в боевых действиях на их стороне . В середине мая артиллерия ПНС, по сообщениям, обстреляла базу «Вагнера», которая использовалась для наблюдения, сбора разведданных и организации операций.

## Захват ПНС стратегической авиабазы Аль-Ватия
В конце мая ПНС захватило стратегическую авиабазу Аль-Ватия и продвинулось в несколько районов южной части Триполи, в ходе чего были захвачены три военных лагеря. В ходе боевых действий ПНС сообщило о гибели трех сотрудников ЧВК «Вагнер», тело одного из них было захвачено. Также погиб первый сирийский боец из отряда, набранного для поддержки группы «Вагнер». После успехов наёмники «Вагнер» начали эвакуацию через аэропорт Бани-Валид в Джуфру, и 25 мая были эвакуированы сотни человек. По данным ПНС, в предыдущие дни с линии фронта в Триполи отступили от 1500 до 1600 наемников. Наёмники также вывели свою артиллерию и другое тяжелое вооружение во время отступления из южной части Триполи. 26 мая, по данным Африканского командования США (AFRICOM), Россия развернула истребители на авиабазе Аль-Джуфра для поддержки ЧВК Вагнера. Истребители прибыли с авиабазы в России через Сирию, где их перекрасили, чтобы скрыть российскую символику. ЛНА отрицала, что получила новые истребители.
После провала наступления ЛНА на Триполи в начале июня ПНС начало наступление на удерживаемый ЛНА город Сирт и сначала сумело взять под контроль часть города, но затем контратака ЛНА отбросила силы ПНС. Впоследствии, пока ПНС готовило второе наступление, российские ЧВК устанавливали мины в Сирте и его окрестностях, чтобы препятствовать продвижению ПНС. В середине июня AFRICOM сообщило, что один из вновь прибывших российских самолетов был замечен при взлете с авиабазы Аль-Джуфра, а истребитель МиГ-29 был замечен в районе Сирта. Существовали опасения, что самолеты эксплуатировались ЧВК. В конце месяца ПНС заявило, что в результате ракетного удара «Вагнера» к западу от Сирта погиб один мирный житель.
В конце июня авиабаза Аль-Джуфра, по сообщениям, была превращена в командный центр «Группы Вагнер» для проведения операций по захвату южных нефтяных месторождений страны, а в состав ЧВК на базе, помимо российских контрактников, входили украинцы и сербы. Впоследствии ЧВК «Вагнер» и суданские наемники в координации с ополчением, известным как «Охрана нефтяных объектов», вошли и захватили крупнейшее нефтяное месторождение Ливии — месторождение Эль-Шарара. Наёмники ЧВК также захватили нефтяной порт Сидра на побережье Средиземного моря. В конце июля сообщалось, что «иностранные наемники» также находились на нефтехимическом комплексе Рас-Лануф, в нефтяном порту Зуветина и на месторождении Залла.
В июле США ввели санкции против физических и юридических лиц, связанных с «Вагнером», за установку наземных мин в Триполи и его окрестностях. Между тем, по данным AFRICOM, Россия продолжала поставлять ЛНА через «Группу Вагнера» зенитно-ракетные установки Панцирь-С1, бронетранспортеры ГАЗ Тигр, бронированные машины Тайфун и наземные мины. Также было поставлено в общей сложности 14 истребителей МиГ-29 и Су-24. Согласно отчету ООН, в период с ноября 2019 года по июль 2020 года было совершено 338 российских военных рейсов из Сирии в Ливию для поддержки «Вагнера». В начале августа конвой «Вагнера» из 21 автомобиля переместился из Джуфры в Сирт. Одновременно ЛНА при поддержке ЧВК укрепляла долину Джариф к югу от Сирта рвами и заграждениями.
В середине сентября было подтверждено, что ЧВК «Вагнер» проводила авиаудары для поддержки ЛНА, в результате чего разбились два самолета МиГ-29, пилотируемые наёмниками, один в конце июня, а другой в начале сентября. В интернете появилось видео второго пилота, на котором видно, как его спасает боевой вертолет ЛНА после того, как он прыгнул с парашютом и приземлился в пустыне . В конце сентября вертолет, перевозивший боеприпасы, разбился в Сокне, недалеко от Аль-Джуфры, по пути к нефтяному месторождению. В результате крушения погибли четыре сотрудника ЧВК.
23 октября 2020 года в Ливии было достигнуто новое соглашение о прекращении огня, после чего должны были начаться мирные переговоры. Переговоры начались 12 ноября. Однако в тот же день армия ПНС заявила, что не будет соглашаться на дальнейшие переговоры при нахождении наёмников ЧВК и их зенитных систем в Сирте, после того как ЛНА провела учения с боевой стрельбой, а ЧВК не позволили делегации ПНС приземлиться в Сирте, согласно заявлению ПНС.
В декабре 2020 года Пентагон США сообщил, что Объединенные Арабские Эмираты финансируют российские ЧВК в Ливии и являются основным финансовым спонсором ЧВК«Вагнер». К концу января 2021 года наёмники обустроили большой ров, или целую сеть рвов, протянувшихся на 70 километров от Сирта до опорного пункта «Вагнера» в Джуфре. Траншея была укреплена серией сложных укреплений, предназначенных для срыва наземных атак. Вдоль траншеи было вырыто более 30 оборонительных позиций, ключевые из которых находились вблизи авиабазы Джуфра и на аэродроме Брак южнее, где были установлены и укреплены радиолокационные средства защиты.
31 мая 2022 года организация Human Rights Watch заявила, что информация, полученная от ливийских агентств и групп по разминированию, связывает группу «Вагнер» с использованием запрещенных наземных мин и мин-ловушек в Ливии. Эти мины убили по меньшей мере трех ливийских саперов, прежде чем их местонахождение было установлено.